# Malchen

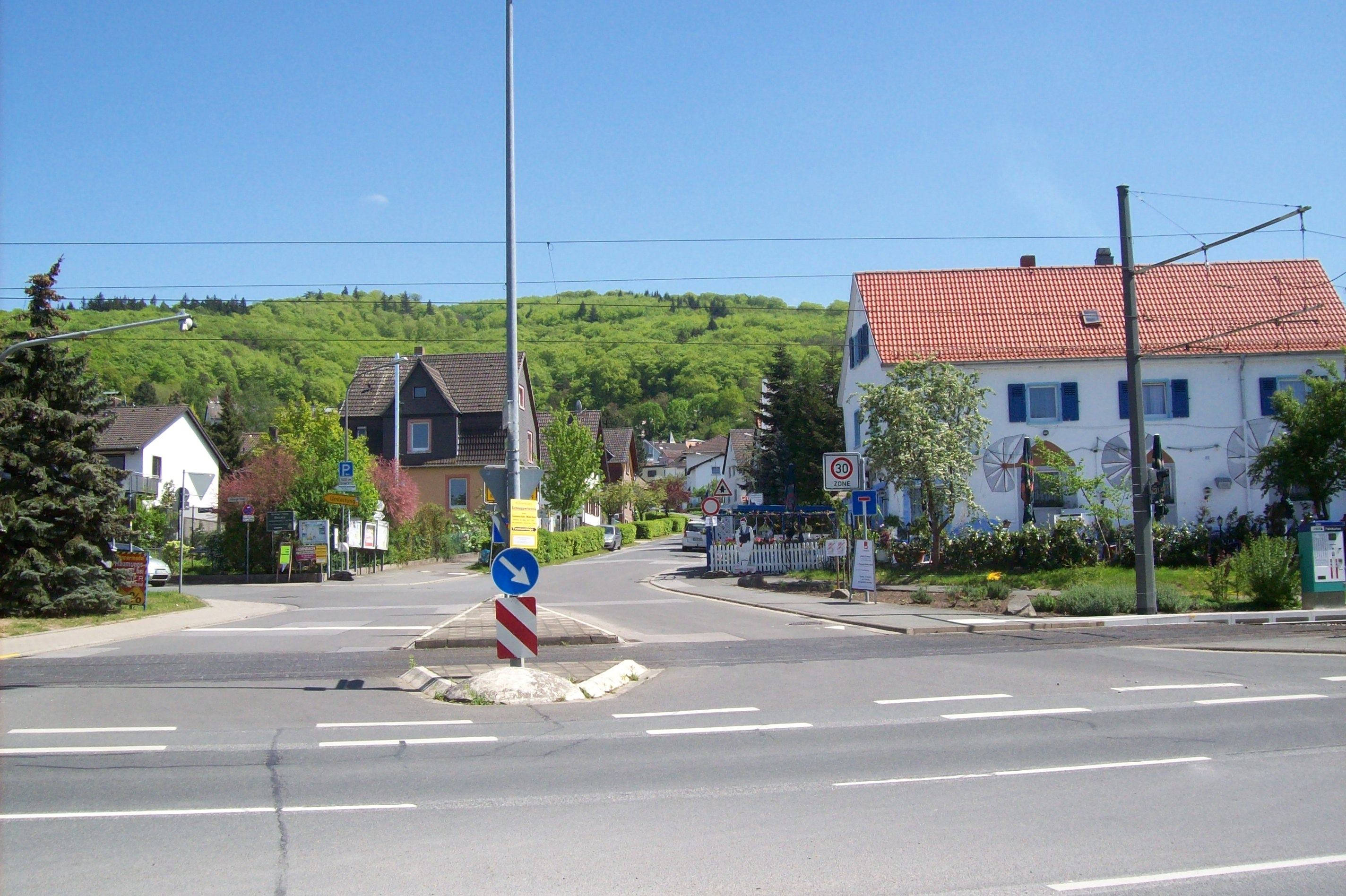
Die Ortseinfahrt von Malchen

Malchen ist ein Ortsteil der Gemeinde Seeheim-Jugenheim im südhessischen Landkreis Darmstadt-Dieburg.

## Geographie
Malchen liegt von Wald umgeben am Fuß der Burg Frankenstein im Naturpark Bergstraße-Odenwald an der Bergstraße im Odenwald. Für den Ortsteil Malchen besteht eine eigene Gemarkung. Der Siedlungsplatz Kinderkurheim liegt innerhalb der Gemarkung.

## Geschichte

### Ortsgeschichte
Malchen wurde in den 1380er Jahren erstmals und später als Malche (1420) und 1485 mit dem heutigen Malchen urkundlich erwähnt. Folgende Ereignisse sind in der Folgezeit urkundlich belegt:
1420 verkaufen Ritter Johann von Löwenstein der Jüngere und seine Ehefrau Ilea die durch letztere ererbten Teile an den Dörfern und Gerichten des Amts Tannenberg, darunter Malchen, dem Pfalzgrafen Ludwig zu Eigentum. Im gleichen Jahr verkaufen auch Hademar zu Laber ihre Rechte an Malchen an den Pfalzgrafen und der Ort fällt unter die Herrschaft der Grafschaft Erbach.
1571 gehört Malchen zum Amt Auerbach.
1714 gelangt Malchen mit dem Verkauf von Amt Seeheim und Tannenberg durch die Erbach an die Landgrafschaft Hessen-Darmstadt.
Die Kapelle wurde 1514 erwähnt. Malchen gehörte wie Seeheim im frühen Mittelalter zur Herrschaft der Herren von Bickenbach und fiel dann an die Grafschaft Erbach.
Im Jahr 1714 ist die Grafschaft Erbach, die 500 Jahre über das Odenwaldgebiet herrschte, gezwungen aus Geldnot Malchen als Zubehör zum Amt  Seeheim-Tannenberg an die Landgrafschaft Hessen-Darmstadt zu verkaufen. In Hessen bzw. dessen Vorgängerstaaten verblieb es dann bis heute.
Die Statistisch-topographisch-historische Beschreibung des Großherzogthums Hessen berichtet 1829 über Malchen:

„Malchen (L. Bez. Bensheim) luth. Filialdorf; liegt 2 3⁄4 St. von Bensheim, und hat eine Kapelle, 22 Häuser und 159 luth. Einw, unter welchen sich 11 Bauern, 3 Handwerker und 11 Taglöhner befinden. Hier sind gute Leinewandbleichen. Dieser Ort wahrscheinlich erst in neuern Zeiten entstanden, weil er nicht in ältern Urkunden vorkommt, war ein Zugehör des Schlosses Tannenberg. Er kam nachher an die Grafen von Erbach und von diesen 1714 durch Kauf an Hessen.“

Hessische Gebietsreform (1970–1977)
Im Zuge der Gebietsreform in Hessen wurde Malchen zum 31. Dezember 1971 auf freiwilliger Basis zunächst in die Gemeinde Seeheim eingegliedert. Diese wiederum wurde zu 1. Januar 1977 mit Jugenheim a. d. Bergstraße kraft Landesgesetz zunächst unter dem Namen Seeheim zusammengeschlossen. Am 1. Januar 1978 wurde diese Gemeinde amtlich in Seeheim-Jugenheim umbenannt.
Für den Ortsteil Malchen wurde ein Ortsbezirk eingerichtet.

### Verwaltungsgeschichte im Überblick
Die folgende Liste zeigt die Staaten und Verwaltungseinheiten, denen Malchen angehört(e):
- vor 1714: Heiliges Römisches Reich, Grafschaft Erbach (1571: Amt Auerbach, 1714: Amt Seeheim-Tannenberg)
- ab 1714: Heiliges Römisches Reich, Landgrafschaft Hessen-Darmstadt (durch Kauf), Obergrafschaft Katzenelnbogen, Amt Seeheim-Tannenberg
- ab 1803: Heiliges Römisches Reich, Landgrafschaft Hessen-Darmstadt, Fürstentum Starkenburg, Amt Seeheim-Tannenberg
- ab 1806: Großherzogtum Hessen,[Anm. 2] Fürstentum Starkenburg, Amt Seeheim[12]
- ab 1815: Großherzogtum Hessen[Anm. 3], Provinz Starkenburg, Amt Seeheim
- ab 1821: Großherzogtum Hessen, Provinz Starkenburg, Landratsbezirk Bensheim[Anm. 4]
- ab 1832: Großherzogtum Hessen, Provinz Starkenburg, Kreis Bensheim
- ab 1848: Großherzogtum Hessen, Regierungsbezirk Heppenheim
- ab 1852: Großherzogtum Hessen, Provinz Starkenburg, Kreis Bensheim
- ab 1871: Deutsches Reich, Großherzogtum Hessen, Provinz Starkenburg, Kreis Bensheim
- ab 1874: Deutsches Reich: Großherzogtum Hessen, Provinz Starkenburg, Kreis Darmstadt
- ab 1918: Deutsches Reich, Volksstaat Hessen, Provinz Starkenburg, Kreis Darmstadt
- ab 1938: Deutsches Reich, Volksstaat Hessen, Landkreis Darmstadt[13][Anm. 5]
- ab 1945: Deutsches Reich, Amerikanische Besatzungszone,[Anm. 6] Groß-Hessen, Regierungsbezirk Darmstadt, Landkreis Darmstadt
- ab 1946: Deutsches Reich, Amerikanische Besatzungszone, Land Hessen, Regierungsbezirk Darmstadt, Landkreis Darmstadt
- ab 1949: Bundesrepublik Deutschland, Land Hessen, Regierungsbezirk Darmstadt, Landkreis Darmstadt
- ab 1972: Bundesrepublik Deutschland, Land Hessen, Regierungsbezirk Darmstadt, Landkreis Darmstadt, Gemeinde Seeheim[Anm. 7]
- ab 1978: Bundesrepublik Deutschland, Land Hessen, Regierungsbezirk Darmstadt, Landkreis Darmstadt-Dieburg, Gemeinde Seeheim-Jugenheim[Anm. 8]

### Gerichte
Zuständiges Gericht erster Instanz war
- 1561: Zentgericht Jugenheim
- ab 1803: Amt Seeheim; zweite Instanz Hofgericht Darmstadt
- ab 1821: Landgericht Zwingenberg; zweite Instanz Hofgericht Darmstadt
- ab 1879: Amtsgericht Darmstadt II; zweite Instanz Landgericht Darmstadt
- ab 1932: Amtsgericht Darmstadt; zweite Instanz Landgericht Darmstadt

## Bevölkerung

### Einwohnerstruktur 2011
Nach den Erhebungen des Zensus 2011 lebten am Stichtag, dem 9. Mai 2011 in Malchen 942 Einwohner. Darunter waren 87 (9,2 %) Ausländer. Nach dem Lebensalter waren 135 Einwohner unter 18 Jahren, 360 zwischen 18 und 49, 231 zwischen 50 und 64 und 219 Einwohner waren älter. Die Einwohner lebten in 429 Haushalten. Davon waren 129 Singlehaushalte, 153 Paare ohne Kinder und 105 Paare mit Kindern, sowie 27 Alleinerziehende und 15 Wohngemeinschaften. In 102 Haushalten lebten ausschließlich Senioren und in 273 Haushaltungen lebten keine Senioren.

### Einwohnerentwicklung
| • 1629: | 024 Hausgesesse          |
| • 1806: | 110 Einwohner, 18 Häuser |
| • 1829: | 159 Einwohner, 22 Häuser |
| • 1867: | 152 Einwohner, 24 Häuser |

| Malchen: Einwohnerzahlen von 1781 bis 2017 | Malchen: Einwohnerzahlen von 1781 bis 2017 | Malchen: Einwohnerzahlen von 1781 bis 2017 | Malchen: Einwohnerzahlen von 1781 bis 2017 | Malchen: Einwohnerzahlen von 1781 bis 2017 |
| --- | ------------------------------------------ | ------------------------------------------ | ------------------------------------------ | ------------------------------------------ |
| Jahr |                                            |                                            |                                            | Einwohner                                  |
| 1781 | 1781                                       |                                            | 96                                         | 96                                         |
| 1800 | 1800                                       |                                            | 103                                        | 103                                        |
| 1806 | 1806                                       |                                            | 110                                        | 110                                        |
| 1829 | 1829                                       |                                            | 159                                        | 159                                        |
| 1834 | 1834                                       |                                            | 144                                        | 144                                        |
| 1840 | 1840                                       |                                            | 146                                        | 146                                        |
| 1846 | 1846                                       |                                            | 158                                        | 158                                        |
| 1852 | 1852                                       |                                            | 161                                        | 161                                        |
| 1858 | 1858                                       |                                            | 175                                        | 175                                        |
| 1864 | 1864                                       |                                            | 180                                        | 180                                        |
| 1871 | 1871                                       |                                            | 168                                        | 168                                        |
| 1875 | 1875                                       |                                            | 163                                        | 163                                        |
| 1885 | 1885                                       |                                            | 169                                        | 169                                        |
| 1895 | 1895                                       |                                            | 179                                        | 179                                        |
| 1905 | 1905                                       |                                            | 197                                        | 197                                        |
| 1910 | 1910                                       |                                            | 204                                        | 204                                        |
| 1925 | 1925                                       |                                            | 217                                        | 217                                        |
| 1939 | 1939                                       |                                            | 258                                        | 258                                        |
| 1946 | 1946                                       |                                            | 400                                        | 400                                        |
| 1950 | 1950                                       |                                            | 427                                        | 427                                        |
| 1956 | 1956                                       |                                            | 441                                        | 441                                        |
| 1961 | 1961                                       |                                            | 547                                        | 547                                        |
| 1967 | 1967                                       |                                            | 688                                        | 688                                        |
| 1970 | 1970                                       |                                            | 734                                        | 734                                        |
| 1980 | 1980                                       |                                            | ?                                          | ?                                          |
| 1990 | 1990                                       |                                            | ?                                          | ?                                          |
| 2000 | 2000                                       |                                            | ?                                          | ?                                          |
| 2011 | 2011                                       |                                            | 942                                        | 942                                        |
| 2017 | 2017                                       |                                            | 1.078                                      | 1.078                                      |
| Datenquelle: Historisches Gemeindeverzeichnis für Hessen: Die Bevölkerung der Gemeinden 1834 bis 1967. Wiesbaden: Hessisches Statistisches Landesamt, 1968. Weitere Quellen: LAGIS; 1791; 1800; Zensus 2011 |                                            |                                            |                                            |                                            |

### Religionszugehörigkeit
| • 1829: | 159 lutheranische (= 100 %) Einwohner                              |
| • 1961: | 457 evangelische (= 83,55 %), 74 katholische (= 13,53 %) Einwohner |

## Politik
Für Malchen besteht ein Ortsbezirk (Gebiete der ehemaligen Gemeinde Malchen) mit Ortsbeirat und Ortsvorsteher nach der Hessischen Gemeindeordnung. Der Ortsbeirat besteht aus sieben Mitgliedern. Bei den Kommunalwahlen in Hessen 2021 betrug die Wahlbeteiligung zum Ortsbeirat Malchen 56,12 %. Dabei wurden gewählt: vier Mitglieder des Bündnis 90/Die Grünen, ein Mitglied der SPD und zwei Mitglieder der CDU. Der Ortsbeirat wählte Eckhard Woite (Grüne) zum Ortsvorsteher.

## Kultur und Sehenswürdigkeiten

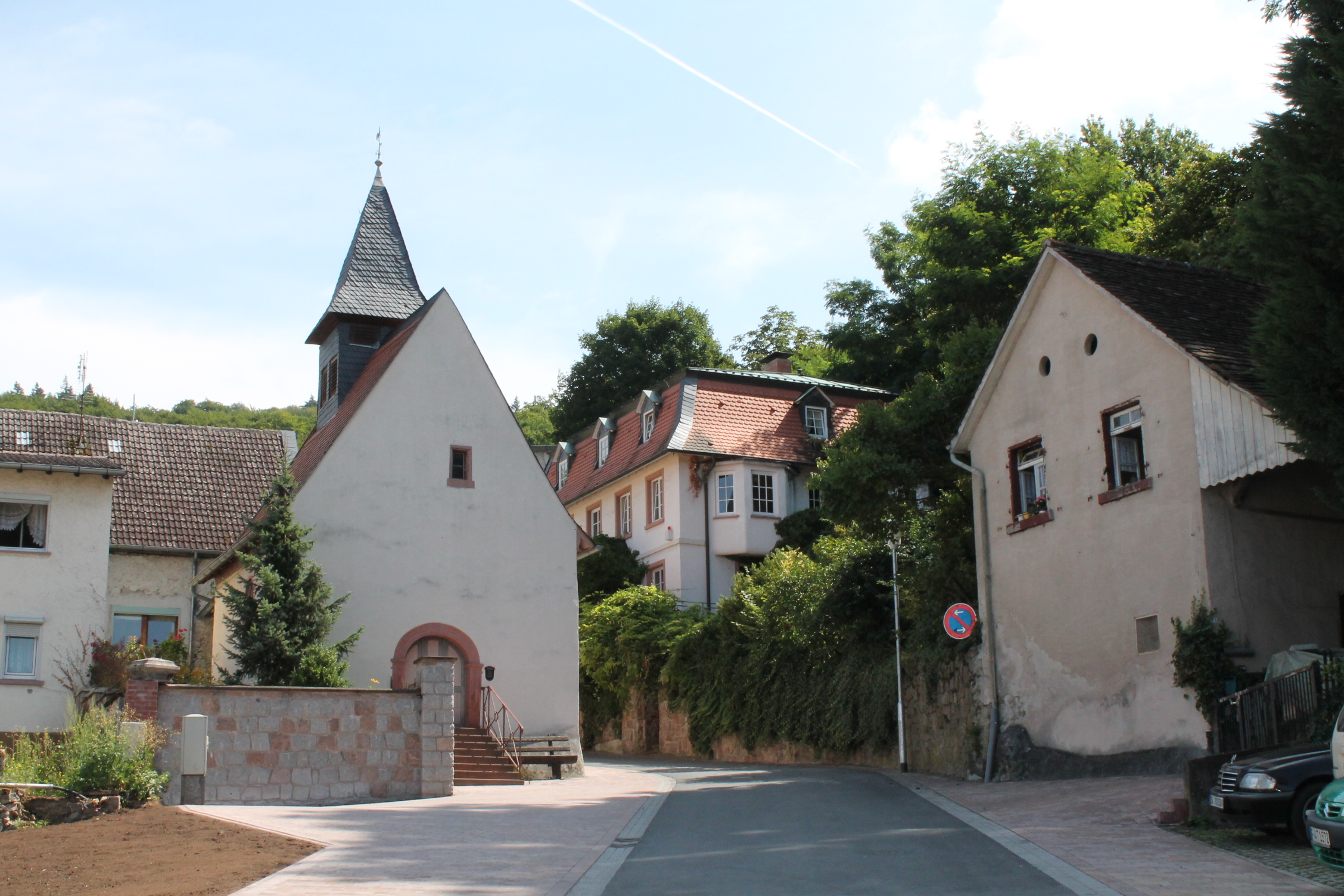
Die Kirche im Ortsbild (2012)
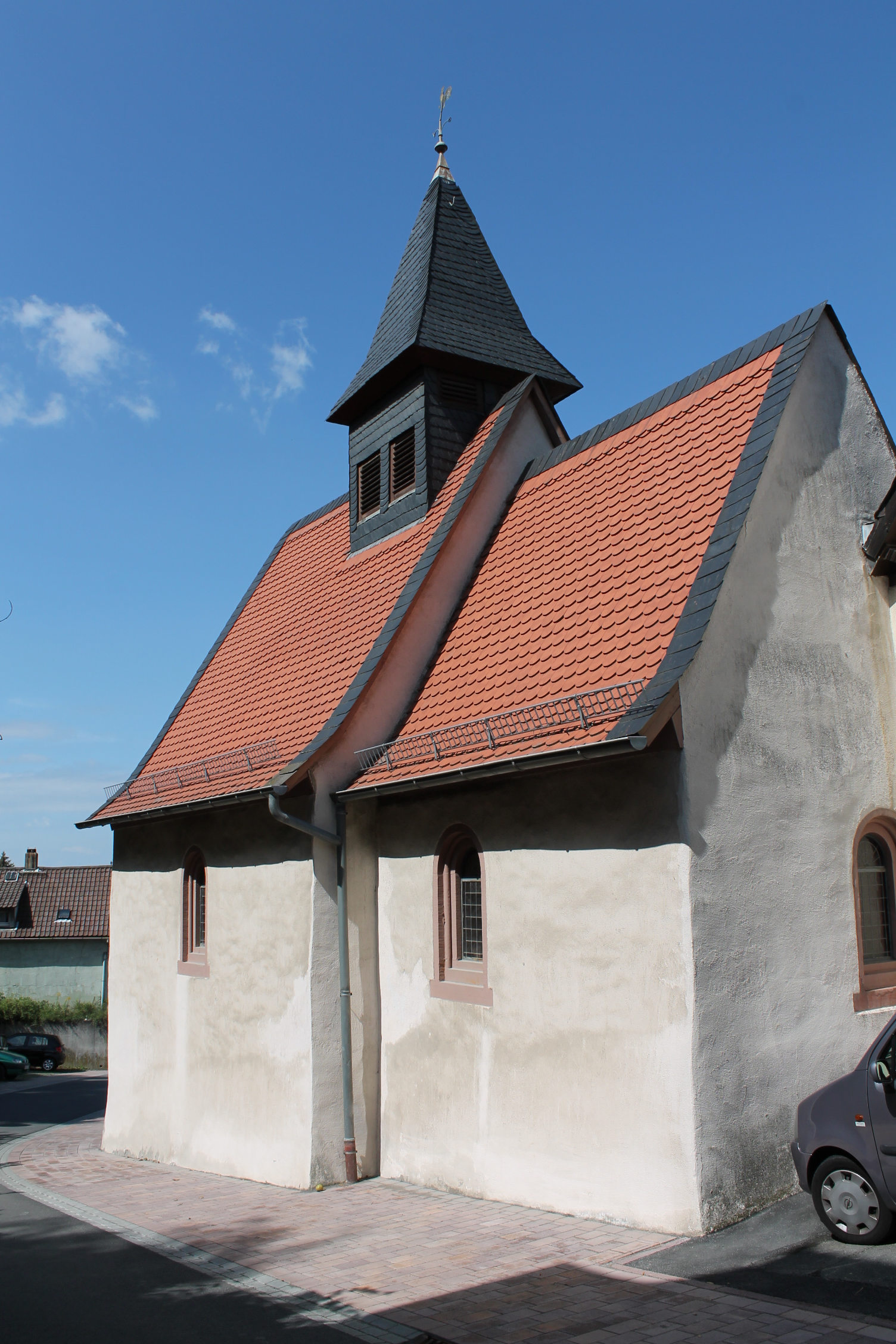
Die Kirche  (2012)
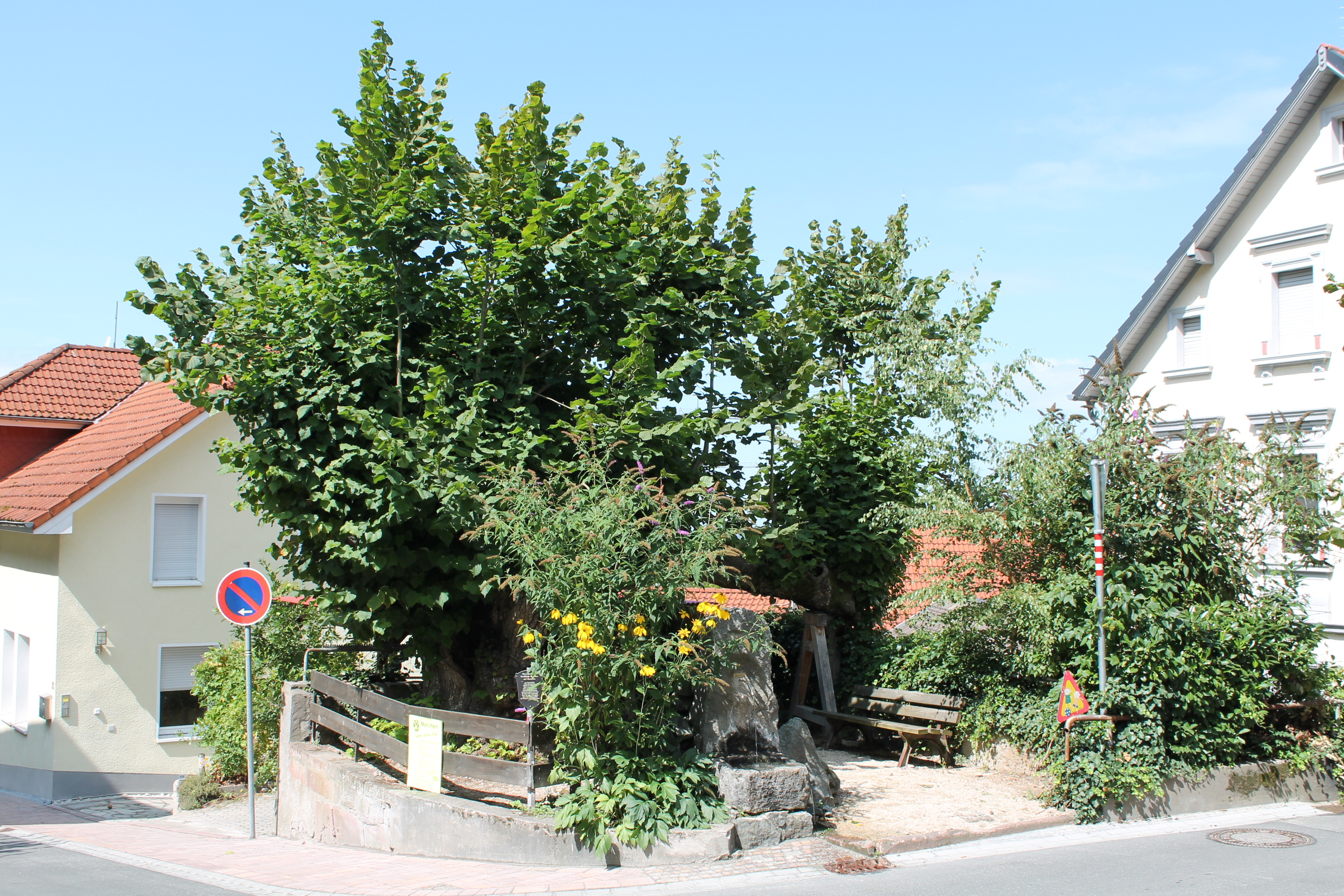
Die Dorflinde mit Brunnen  (2012)
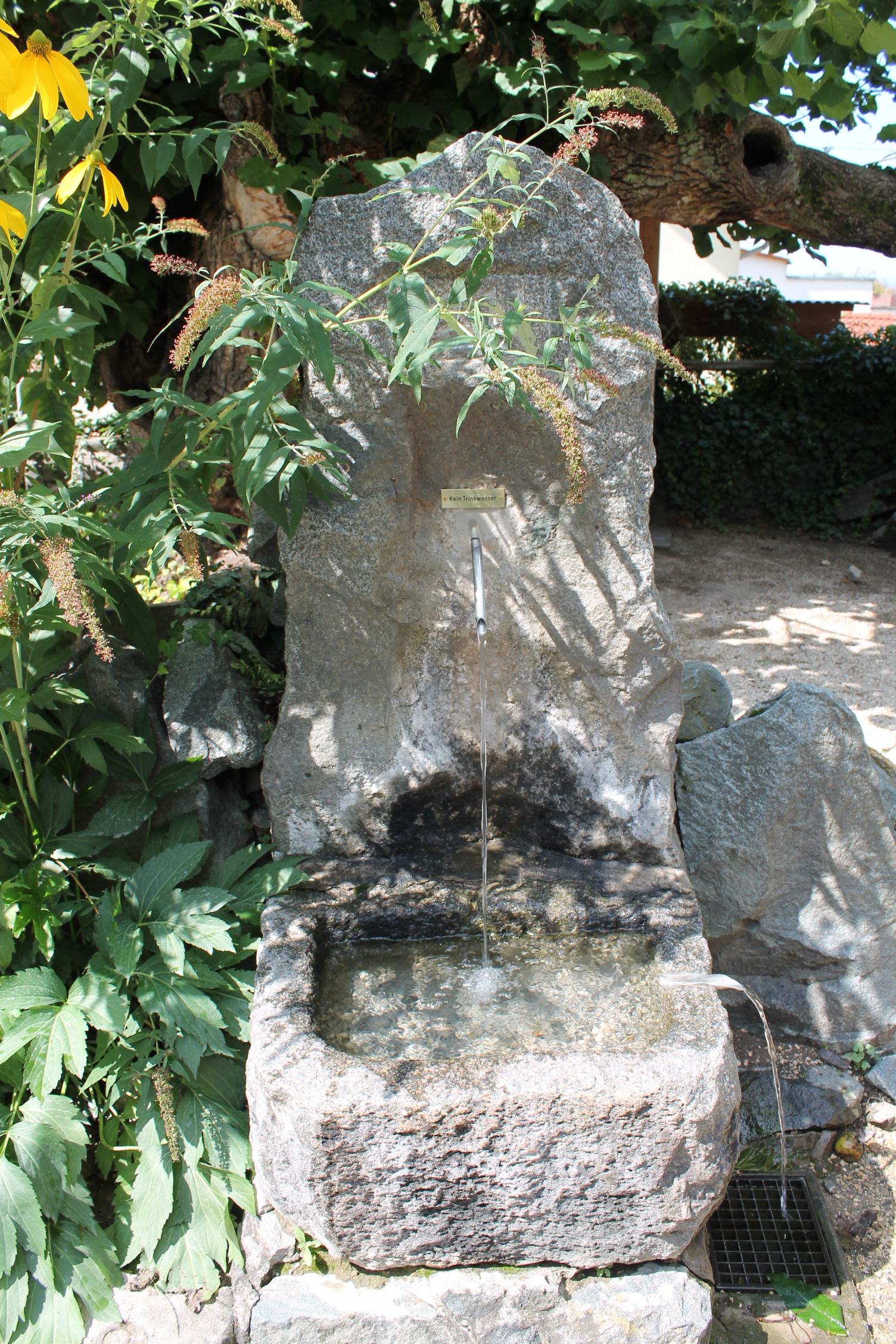
Der Brunnen an der Dorflinde (2012)

Regelmäßige Veranstaltungen
- August/September: Kerb[20]
- November: Weihnachtsmarkt[21]

## Verkehr
Westlich in Ortsnähe führt die Landesstraße 3100 am Ort vorbei, parallel dazu verläuft einige hundert Meter entfernt die Bundesstraße 3. Parallel zur L 3100 fahren die Darmstädter Straßenbahnlinien 6 und 8 mit einer Haltestelle in Malchen.